# Ambasada RP w Astanie
Ambasada Rzeczypospolitej Polskiej w Republice Kazachstanu z siedzibą w Astanie (kaz. Астанадағы Польша Республикасының Елшілігі, ros. Посольство Республики Польша в Республике Казахстан и Кыргызской Республике) – polska misja dyplomatyczna w stolicy Kazachstanu.
Ambasador RP w Astanie oprócz Republiki Kazachstanu akredytowany jest również w Republice Kirgiskiej.

## Struktura placówki
- Referat ds. Polityczno-Ekonomicznych[4]
- Wydział Konsularny i Polonii
- Wydział Administracyjno-Finansowy
- Attachat Obrony

## Historia

### W 1942 r.
W 1942 r. w Astanie (ówcześnie noszącym nazwę Akmolińska) funkcjonowała Delegatura Ambasady RP (Представительствo посольства Польши в Акмолинске) z siedzibą przy ul. Oktiabrskiej 44 (ул. Октябрьская). Kolejnymi delegatami byli: Kazimierz Rola-Janicki oraz Erazm Tomaszewski; liczba personelu: 9 osób.
Podobne placówki konsularne w randze delegatur funkcjonowały na obszarze obecnego Kazachstanu również w 7 innych miastach – w Ałma-Acie, Czimkencie, Dżambule, Kustanaju, Pawłodarze, Pietropawłowsku i Semipałatyńsku.

### Po 1992 r.
Polska nawiązała stosunki dyplomatyczne z Kazachstanem w 1992 r. W 1994 r. otwarto Ambasadę RP w Ałmaty. W 2009 r. siedzibę ambasady przeniesiono do Astany, która w 1997 r. została stolicą Kazachstanu. W latach 2019–2022 placówka nosiła nazwę Ambasada RP w Nur-Sułtanie.

## Okręg konsularny ambasady
Okręg konsularny wydziału konsularnego ambasady obejmuje następujące obwody:
- miasto stołeczne Astana
- akmolski
- karagandyjski
- kustanajski
- północnokazachstański
- pawłodarski

Pozostałe obwody obsługiwane są przez Konsulat Generalny RP w Ałmaty.